# Sidiclei de Souza
Sidiclei de Souza (sinh ngày 13 tháng 5 năm 1972) là một cầu thủ bóng đá người Brasil.

## Sự nghiệp câu lạc bộ
Sidiclei de Souza đã từng chơi cho Montedio Yamagata, Kyoto Sanga FC, Oita Trinita, Vissel Kobe và Gamba Osaka.